# Аве Пайо
Аве Пайо (ест. Ave Pajo; нар. 9 липня 1984, Раквере, Естонська РСР) — естонська футболістка, нападниця. Виступала за жіночу збірну Естонії.

## Життєпис
В юнацькі роки займалася бадмінтоном. У дорослому віці вона посіла четверте місце на парному жіночому чемпіонаті Естонії 2003 року з Кеті Кілк.
З 2000 року займалася футболом. Виступала за «Еесті Найтусед», «Естель». У 2005 році вперше приєдналася до «Калева» (Таллінн). Потім грала за «Левадія» (Таллінн) та «Лутос» (Пилва). З 2013 року виступав за «Калев» (Таллінн)
З 2000 року за збірну Естонії провела 39 міжнародних матчів.